# Heinrich Tiaden
Heinrich Tiaden (* 9. Mai 1873 in Witten/Ruhr; † 30. September 1949 in Ebersteinburg bei Baden-Baden) war ein deutscher Schriftsteller.

## Leben
Heinrich Tiaden entstammte einer Handwerkerfamilie. Nach dem Besuch einer Volksschule in Elberfeld absolvierte er eine Lehre als Buchdrucker. Er eignete sich auf autodidaktischem Wege Kenntnisse in Musiktheorie und -geschichte an und wirkte als Musiklehrer. Von 1904 bis 1910 arbeitete er als Korrektor im Düsseldorfer Bagel-Verlag; ab 1914 war er freier Schriftsteller und daneben Lektor im Trierer Paulinus-Verlag.
1919 wirkte Tiaden als Dramaturg bei einer Filmgesellschaft in Berlin und von 1920 bis 1922 als Dramaturg und stellvertretender Intendant am Stadttheater Trier. Ab 1922 lebte er als freiberuflicher Schriftsteller in Ebersteinburg.

## Rezeption
Heinrich Tiadens literarisches Werk umfasst zahlreiche Romane – darunter eine Reihe von Kriminalromanen und Sittenromane – sowie Erzählungen und Theaterstücke. Seine Werke veröffentlichte Tiaden meistenteils unter seinem Namen, manche aber auch unter einem Pseudonym: neben Heribert Eberstein, Onkel Theobald benutzte er auch das Palindrom seines Namens, H. Nedait, bzw. ein Anagramm – H. Denita.

## Werke

### Erzählungen
- Vater wider Willen. Erzählung. Weichert, Berlin 1905.
- Die zweite Frau. Eine Geschichte aus den Labyrinthen des Lebens. Roman-Verlag, Berlin 1905 (Intime Geschichten; 73).
- O du schreckliche, große, schöne Zeit! Novellen aus dem Weltkrieg. Lucas-Verlag, München 1915.[1]
- Vom Hauch des Lebens. Geschichten aus allen Schichten. Amelang, Leipzig 1915.[2]
- Der Kriegsbock. Erzählung aus dem Karstgebiet. Ensslin & Laiblin, Reutlingen 1916 (Feinde ringsum!; 60).
- Leben um Leben. Erzählung aus dem Weltkrieg. Ensslin & Laiblin, Reutlingen 1916 (Feinde ringsum!; 41).
- Der Russentöter. Erzählung aus dem Weltkrieg. Ensslin & Laiblin, Reutlingen 1916 (Feinde ringsum!; 50).
- Das eiserne Geschlecht. Erzählung. Bachem, Köln 1917 (Bachems Volks- und Jugenderzählungen; 77).
- Im Wolfsgrund. Erzählung. Müller & Königer, München 1917 (Amboss-Hefte; 34).
- Die Mühle in den Argonnen. Erzählung aus dem Weltkrieg. Ensslin & Lainblin, Reutlingen 1917 (Feinde ringsum!; 65).
- Dem Tode geweiht. Nach einer wahren Begebenheit. Müller & Königer, München 1920 (Amboss-Hefte; 28).
- Am Liebeshof Napoleons (Bücher der Venus; 5). Universal-Verlag, München 1920 (unter dem Namen H. Denita).[3]
- Die Lieder eines Toten. Novelle. Ensslin & Laiblin, Reutlingen 1920.
- Vom sonnigen Tag. eine Sammlung fröhlicher und stiller Geschichten. Ensslin & Laiblin, Reutlingen 1921.[4]
- Mann über Bord und andere Geschichten. Verlag von Lama, München 1934.
- Meister Jorams zweite Frau. Eine Erzählung. Weichert, Berlin 1937 (Neue Rekord-Bibliothek; 16).
- Eros, der Lausbub. Geschichten um Liebe. Batschari-Verlag, Berlin 1938.[5]
- Der königliche Eros. Liebesgeschichten vom Hofe Bonapartes. Batschari-Verlag, Berlin 1938.[5]
- Der romantische Eros. Heitere und ernste Geschichten aus dem Reich der Liebe. Batschari-Verlag, Berlin 1938.[5]
- Des Lebens heitere Masken. Voco-Verlag, Berlin 1943.

### Lyrik
- Das Wunder-Radio. Ernste und heitere Verse. Paulinus-Druckerei, Trier 1935 (unter dem Namen Onkel Theobald)

### Romane
- Auf heißem Boden. Roman. Schöningh,. Paderborn 1907.
- Pipin Magnus, der Querkopf. Ein Roman. Verlag Merseburger, Leipzig 1915.
- Der Dämon Asmo Luzi. Roman. Ensslin & Laiblin, Reutlingen 1933 (Nachdr. d. Ausg. München 1918).
- Harm Tjaddens seltsame Zeit. Ein Künstlerroman. Kortkamp Verlag, Langensalza 1918.
- Die siebenfache Sünde. Roman. Kortkamp, Langensalza 1919.
- Atlantis Trust-Company. Roman. Verlag Wagner, Leipzig 1925.
- Das gelbe Gespenst. Detektiv-Roman. Universal-Verlag, München 1925 (Universal-Kriminal-Bücher; 20).
- Das Glück im Vogelkorb. Ein heiterer Roman. Wehnert, Leipzig 1940 (Nachdr. d. Ausg. Berlin 1927).
- Gift im Blut. Roman. Ensslin & Laiblin, Reutlingen 1931 (Der deutsche Spannungsroman).
- Das Gold der Maya. Roman. Ensslin & Laiblin, Reutlingen 1931 (Der deutsche Spannungsroman).
- Der Mann mit Spitzhut und Schleier. Roman aus dem geheimen Amerika. Ensslin & Laiblin, Reutlingen 1931 (Der deutsche Spannungsroman).
- Der Meerteufel. Kriminal- und Abenteuerroman. Ensslin & Laiblin, Reutlingen 1931 (Der deutsche Spannungsroman).
- Das Nest der Wölfe. Roman. Ensslin & Laiblin, Reutlingen 1931 (Der deutsche Spannungsroman).
- Orgie in Gold. Roman aus der Welt des Films. Ensslin & Laiblin, Reutlingen 1931 (Der deutsche Spannungsroman).
- Rauschgift. Roman aus der Welt des Films. Ensslin & Laiblin, Reutlingen 1931 (Der deutsche Spannungsroman).
- Die Handschrift des Kon-fu-tse. Abenteuerroman aus dem heutigen China. Ensslin & Laiblin, Reutlingen 1932 (Der deutsche Spannungsroman).
- Die Tragödie des Staatsanwalts. Roman. Ensslin & Laiblin, Reutlingen 1932 (Der deutsche Spannungsroman).
- Der Teufel im Glas-Ei. Roman. Ensslin & Laiblin, Reutlingen 1932 (Der deutsche Spannungsroman).
- Der unbekannte Dritte. Abenteuer- und Kriminalroman. Ensslin & Laiblin, Reutlingen 1932 (Der deutsche Spannungsroman).
- Satan im Frack. Abenteuerroman. Ensslin & Laiblin, Reutlingen 1933 (Der deutsche Spannungsroman).
- Der Schatz des Radscha Rahman. Abenteuerroman. Ensslin & Laiblin, Reutlingen 1933 (Der deutsche Spannungsroman).
- Spuk auf Java. Tropenroman. Verlag Schäfer, Kaiserslautern 1953 (Nachdr. d. Ausg. Reutlingen 1933).
- Gespenster über der Stadt. Roman. Enßlin & Laiblin, Reutlingen 1934.[6]
- Weltuntergang im Paradies. Roman. Ensslin & Laiblin, Reutlingen 1934 (Der deutsche Spannungsroman).
- Das grüne Schloß. Roman aus Korsika. Ensslin & Laiblin, Reutlingen 1935 (Der deutsche Spannungsroman).
- Heidebauer Harm Heinsen. Ein Bauern- und Künstlerroman. Wehnert, Leipzig 1941 (Nachdr. d. Ausg. München 1935).
- Das Moorgespenst. Roman. Zschäpe Verlag, Leipzig 1936.
- Don Juan ist unschuldig. Roman. Rekord-Verlag, Leipzig 1939.
- Ein Endchen roter Schnur. Kriminal-Roman. Rekord-Verlag, Leipzig 1939.
- Der schönste Mann von Buffalo. Roman. Rekord-Verlag, Leipzig 1939.
- Der gefesselte Buddha. Roman. Rekord-Verlag, Leipzig 1940.
- Die Straße der Not. Roman. Wehnert, Leipzig 1941.[7]
- Sei tapfer wie ich. Roman. Sonnen-Verlag, Wien 1945 (Der Sonntags-Roman aus Wien; 109)
- Der Fall Heimerod. Kriminalroman. Renaissance-Verlag, Düsseldorf 1948.

### Sachbücher
- Burgenzauber an der Mosel. Fröhliche Künstlerfahrten, in einem Lande der Glückseligkeit. Seybold, München 1920.[8]
- Die deutsche Mosel. Ein Führer durch das Moselthal, von der Grenze bis zur Mündung. Rheinische VG, Coblenz 1922.

### Theaterstücke
- Gegen den Strom. Schauspiel in vier Akten. Seybold, München 1915.
- Der Heereslieferant. Satyrische Komödie in drei Akten. Seybold, München 1916.
- Ein Abend in einer Eifeler Spinnstube. Ein Heimatspiel in zwei Akten; unter Benutzung von bekannten Geschichten, Liedern, Gedichten und Kinderreimen aus der Eifel. Verlag des Bühnenvolksbundes, Frankfurt/M. 1921 (Deutsche Heimatspiele; 1).
- Das Glück im Vogelkorb. Ein fröhliches Spiel von kleinen Leuten. Bühnenvolksbundverlag, Leipzig 1940 (Dramatisierung des gleichnamigen Romans).